# 최기만
최기만(Paul Kiman Choi, 崔基滿, 1936년 3월 16일 - )은 대한민국의 목회자이자 선교사 그리고 국가유공자이다. 한국외항선선교회 창립위원이며
   상임회장을 하였고, 한국월드컨선 선교회 상임이사와 월드컨선의 국제 부총재를 역임하였고, 한국세계선교단체협의회 공동회장를 하였다. 미국에서 디자인대학 교수를 13년 동안 역임한 후에 목사가 되어 몽골의 선교사이며 선교학자인 최대니 박사가 장남이다.

## 생애
최 목사(사진)는 6.25 전쟁 때 친형과 함께 북한을 떠나 남한에 왔다. 육군수도사단 정보처 유격대 소대장이었던 형이 동해에서 전사한 후 고아가 된 그는 학도병으로 19세 때 한국전쟁에 참전했다. 사선을 넘나드는 가운데 당시 육군제일야전병원 간호장교 유맹단 중위의 전도(요3장16절, 10장10절)로 예수님을 영접했다. 주님의 종’으로 삶을 드리기로 결심한 것은 그와 같은 전쟁 고아들과 과부들이 극심한 가난과 의지할 데 없이 방황하는 모습을 접하면서였다. 마치 목자 없이 광야에서 유리하고 방황하는 영혼들 같아 안타까움과 연민을 느낀 그는 영혼을 살리는 목회자가 되기로 마음 먹었다. 1952년 부산 피난 시절 서울고등학교를 다니다 이듬해 대전 서울종합고등학교에 복학했고, 선교사의 도움을 받아 한남대학교의 전신인 대전대학교 기독학과를 마쳤다. 이후 대전 제일장로교회 강사로 온 한경직 목사의 조언으로 1959년 숭실대 철학과를 편입학 한 후 졸업했다.
1960년 12월 그는 서울 영락교회 창립 기념 부흥사경회에서 아프가니스탄 초대 선교사 크리스티 윌슨 박사의 설교를 듣고 성령 역사를 체험한 후 선교사의 길로 가기로 서원했다. 아내와 두 딸을 한국에 두고 1965년 홀로 중동 자비량선교사로 떠나 1967년까지 이란 테헤란대학교에서 언어공부를 하며 파키스탄, 인도, 터키, 아프가니스탄, 이라크 등에서 순회사역을 했다. 귀국 후 한경직 목사의 권유로 한국외항선교회 개척에 참여해 총무, 사무총장, 상임회장 등을 거치며 일평생 항만선교 및 해외선교라는 외길을 걸었다. 부인으로 이보경 사모, 자녀로는 최대니, 최은경, 최은미, 최은영가 있다.

## 학력 및 경력
- 1956. 3. 한남대학교 전신 대전대학 성문과 입학
- 2012. 2. 한남대학교 56년만에 기독학과 명예졸업,(문학사 학위 B.A)
- 1961. 3. 숭실대학교 철학과 졸업(문학사 학위 B.A.)
- 1966. 6. 테혜란 국립대학교 이란어 및 이슬람 문화 연구원 수학
- 1976. 2. 칼빈신학대학원대학교 신학과 졸업(신학사 B.D.)
- 1979. 2. 고려신학교 신학원 신학부 졸업(신학 선교학 석사 M.Div./Th.M)
- 1987. 5. 미국 워싱턴주 루터란 훼이즈 신학대학교 명예 인문학박사(학위 L.H.D.)
- 2017. 8. 미국 칼빈국제대학교 선교학 명예 철학박사(학위 Ph.D.)
- 1965.10. 이란주재 중동 순회 선교사 및 아프가니스탄 초대 선교사역
- 1966.11. 이라크 쿠웨이트 및 중동 순회 선교사역
- 1967. 6. O.M.국제선교회 터키 및 인도 순회 선교사역
- 1974. 6. 한국외항선선교회 창립위원 / 창립총회 준비 / 위원장 이기혁목사 / 총무 김의민장군
- 1974. 7. 한국외항선선교회 창립총회 선교총무/항만선교사 임직
- 1976. 7. 한국외항선교회 총무피선/회장 정진경목사/명예회장 한경직목사 /이사장 이기혁목사
- 1979.10. 대한예수교 장로회(고려) 49회 서울남노회 목사 안수 임직(경향교회, 안수위원 최훈목사)
- 1980. 4. 숭실대학교 숭목회 총무 피선 15년 역임(회장 최훈 목사/총장 고범서 박사/강신명 목사)
- 1981.10. 한국월드컨선 선교회 상임이사 취임/ 월컨 국제부총재 추대
- 1992. 3. 서울영락교회-명일동 명성교회 주일예배 참석
- 1994. 2. 사단법인 한국외항선교회 상임이사/상임회장 재선 20년 근속(법인총재 김삼환 목사)
- 1996. 9. 대한예수교 장로회(고려) 총회 서울남노회 목사로 임직
- 1998. 2. 사단법인 한국외항선교회 상임이사 및 상임회장 재선(이사장 곽선희 목사)
- 1998.12. 대한예수교 장로회(고려) 경향교회 해외 선교목사(협동목사) 임직
- 2002. 2. 사단법인 한국외항선교회(제35회 총회) 상임회장 재선
- 2002. 4. 사단법인 한국세계선교단체협의회 공동회장 피선(대표회장 박종순 목사)
- 2006. 2. 사단법인 한국외항선교회(제41회 총회) 상임회장 재선(임기 2010년 5월)
- 2006. 8. 사단법인4.19. 육영사업회 고문 현재(이사장 유덕희 경동제약 회장)
- 2007. 1. 대한민국 대통령명 노무현 6.25 참전 유공자증 #13-10-063778호
- 2008. 9. 대한민국 대통령명 이명박 6.25 참전 국가유공자증 #13-10063778호
- 2013.11. 대한민국 호국기장증 국가보훈처장 #1310063778호
- 2010. 2. 사단법인 한국외항선교회(제45회 총회) 상임회장 재선(법인이사장 김삼환 목사)
- 2014. 2. (사)한국외항선교회(제48회 총회) 명예상임회장 및 순회선교사 추대

## 수상
- 대전시장 및 서울특별시장 감사패(어린이 달 기념 빈곤자녀 장학금 공헌)
- 내무부 치안본부장 및 원호처장 표창장 수상(전몰 유공자 자녀 장학금 공헌)
- 1973. 4. 한국 청소년선도위원회 감사패 수상(청소년 선도 공헌)
- 1987. 6. 미국 캘리포니아주 가든 그로브시 명예 시민권 취득
- 1996. 9. 개교 50주년 기념 고려신학교 예장고려 총회 제1회 “자랑스러운 고려인”상(선교분야)수상
- 2012. 2. 한남대학교 명예졸업기념 감사패 수상. 공적 : 모교 “기독교교육과 캠퍼스 선교에 공헌”
- 2014.12. (사)한국기독교총연합회(대표회장 이영훈 목사) “자랑스러운 지도자”상 수상(선교분야)

## 같이 보기
- 한국외항선교회

## 참고 문헌
- Danny Choi, A Case Study of No-Western Mission Structure: A History of Korea Harbor Evangelism 1974-2010 (Ph.D. William Carey International University, 2016
- 한국외항선교회 뉴스레터 보관됨 2022-10-27 - 웨이백 머신